# Daidzéine
La daidzéine (du japonais daidzu, (大豆), soja) est un composé organique appartenant à la famille des isoflavones, une sous-famille des flavonoïdes.

## Occurrence naturelle
La daidzéine comme d'autres isoflavones, telles que la génistéine, est présente dans certaines plantes et herbes, comme la kwao krua (Pueraria mirifica) une plante thaïlandaise, la kudzu (Pueraria lobata), et évidemment dans le soja et ses produits comme le tofu et les protéines végétales texturées.
Le soja est par ailleurs la plante alimentaire contenant le plus d'isoflavones (et une des seules), dans un ratio en général 37 % de daidzéine, 57 % de génistéine et de 6 % de glycitéine. Les « pousses de soja » contiennent quant à elles 41,7 % de daidzéine.

## Métabolisme
Outre ses fonctions d'antioxydants, il a été montré que les isoflavones interagissent avec les récepteurs des œstrogènes des animaux, y compris l'homme, et sont souvent appelées « phytoestrogènes ».
La daidzéine peut être convertie en son métabolite S-équol chez certains humains dans le cas de la présence de certaines bactéries intestinales. Après plusieurs décennies de recherches, il semblerait que le S-équol pourrait avoir des effets bénéfiques significatifs sur la santé.

## Hétérosides
Comme la plupart des flavonoïdes, la daidzéine est présente dans la nature sous forme d'hétérosides :
- la daidzine, le 7-O-glucoside de la daidzéine ;
- la puérarine, le 8-C-glucoside de la daidzéine.